# Harald Nielsen (forfatter)
 Der er flere personer med dette navn, se Harald Nielsen (flertydig).
Harald Nielsen (20. april 1879 i København – 9. december 1957) var en dansk-national forfatter, kritiker og antisemit.
Harald Nielsens far var en velhavende og anset proprietær Niels Poulsen til Risagergaard ved Randers, 33 år, og enkemand til fem børn. Moderen Sofie Nielsen var tjenestepige på Risagergaard. Affæren med Sofie førte til at den nyfødte straks efter fødslen blev sat i pleje hos jernbanefunktionær Gundersen på Vesterbro i København. Harald Nielsen var en dygtig elev, hurtig i opfattelsen. Støttet af sine plejeforældre fik han sig en god uddannelse og blev mag.art. i æstetik fra Københavns Universitet i 1905 og havde allerede gjort sig bemærket som kritiker. Harald Nielsen har aldrig i sit forfatterskab berørt sin oprindelse.
Harald Nielsen var under 1. verdenskrig en overordentlig flittig og succesfuld udgiver af soldaterbreve, som også har været en kommerciel succes. Han udgav soldaterbreve fra danskere (sønderjyder) i tysk krigstjeneste, russiske soldaterbreve, tyske soldaterbreve samt soldaterbreve fra danskere i engelsk krigstjeneste. Han var således en kendt forfatter. Derfor følte han sig livet igennem forurettet, da hans doktordisputats "Holberg i nutidsbelysning", Kjøbenhavn 1924, blev afvist.
Han var konservativ, nationalistisk og en af de førende danske antisemitter under besættelsen. Trods sin danske nationalisme var han stærkt tysk-orienteret.
Før krigen var Harald Nielsen tæt knyttet til konservative kredse omkring Ole Bjørn Kraft og bidrog til dennes tidskrift Det nye Danmark.
Harald Nielsens rolle som kritiker blev defineret ved hans voldsomme udfald mod avisen Dagbladet Politiken, kredse omkring Georg Brandes og Det Moderne Gennembrud. Allerede tidligt tog hans verdensbillede udgangspunkt i antisemitisme, hvilket i høj grad overskyggede hans litterære produktion. Harald Nielsen ønskede at fjerne jøderne fra det danske samfund og han krævede nazisternes jødestjerne indført i Danmark.
I 1960 udgav Søren Krarup "Harald Nielsen og hans tid", hvori han forsøger at genrejse Harald Nielsen og forklare hans antisemitiske holdninger, og hvor han bakker op om hans kritik af især Georg Brandes.
Politikeren Sofie Carsten Nielsen er oldebarn af Harald Nielsen.